# Amischa analis
Amischa analis är en skalbaggsart som först beskrevs av Johann Ludwig Christian Gravenhorst 1802.  Amischa analis ingår i släktet Amischa och familjen kortvingar. Arten är reproducerande i Sverige. Inga underarter finns listade i Catalogue of Life.